# II. Erzsébet címeinek listája
Ez a lap II. Erzsébet brit királynő haláláig viselt címeit sorolja fel a Nemzetközösségi királyságokban.
Történelmi és praktikus okokból az Egyesült Királyságot gyakran megkülönböztetik a többi királyságtól. Itt él a királynő, az Egyesült Királyságban ezért nincs főkormányzó, a királynő kapcsolata pedig közvetlen és személyes a kormányzattal, ami más királyságok esetében nem lehetséges. Brit nézőpontból a többi királyságot ezért gyakran „tengerentúli királyságok” néven említik.
A Cook-szigetek 1981-es alkotmánya szerint a szigetek államfője Új-Zéland királynője, de ha Új-Zélandon változás áll be az utódlásban, ez a Cook-szigeteken csak abban az esetben válik hatályossá, ha a helyi törvényhozás ratifikálja.
II. Erzsébetet a Főnökök Nagytanácsa Fidzsin nagyfőnöknek ismerte el 2012-ig, de ez nem egyenlő az államfői státusszal: Fidzsi nem Nemzetközösségi királyság, hanem köztársaság a Nemzetközösségen belül.
| Zászló                                | Ország                                | Időtartam                                                                                   | A királynő címe | Királyi zászló |
| ------------------------------------- | ------------------------------------- | ------------------------------------------------------------------------------------------- | --- | -------------- |
| Antigua és Barbuda                    | Antigua és Barbuda                    | Függetlensége, 1981-2022. szeptember 8.                                                     | Második Erzsébet, Isten kegyelméből Antigua és Barbuda királynője és más királyságaié és területeié, a Nemzetközösség feje.                                                  | Nincs          |
| Ausztrália                            | Ausztrália                            | A westminsteri statútum elfogadása-2022. szeptember 8. (1942, visszaható hatállyal 1939-ig) | Második Erzsébet, Isten kegyelméből Ausztrália királynője és más királyságaié és területeié, a Nemzetközösség feje.                                                          | van            |
| Bahama-szigetek                       | Bahama-szigetek                       | Függetlensége, 1973-2022. szeptember 8.                                                     | Második Erzsébet, Isten kegyelméből a Bahamák királynője és más királyságaié és területeié, a Nemzetközösség feje.                                                           | Nincs          |
| Belize                                | Belize                                | Függetlensége, 1981-2022. szeptember 8.                                                     | Második Erzsébet, Isten kegyelméből Belize királynője és más királyságaié és területeié, a Nemzetközösség feje.                                                              | Nincs          |
| Kanada                                | Kanada                                | A westminsteri statútum, 1931-2022. szeptember 8.                                           | Második Erzsébet, Isten kegyelméből az Egyesült Királyság, Kanada és más királyságai és területei királynője, a Nemzetközösség feje, a hit védelmezője.                      | van            |
| Grenada                               | Grenada                               | Függetlensége, 1974-2022. szeptember 8.                                                     | Második Erzsébet, Isten kegyelméből Nagy-Britannia és Észak-Írország Egyesült Királyság és Grenada királynője és más királyságaié és területeié, a Nemzetközösség feje.      | Nincs          |
| Jamaica                               | Jamaica                               | Függetlensége, 1962-2022. szeptember 8.                                                     | Második Erzsébet, Isten kegyelméből Jamaica királynője és más királyságaié és területeié, a Nemzetközösség feje.                                                             | Nem elérhető   |
| Új-Zéland                             | Új-Zéland                             | A westminsteri statútum elfogadása, 1947-2022. szeptember 8.                                | Második Erzsébet, Isten kegyelméből Új-Zéland királynője és más királyságaié és területeié, a Nemzetközösség feje, a hit védelmezője.                                        | van            |
| Pápua Új-Guinea                       | Pápua Új-Guinea                       | Függetlensége, 1975-2022. szeptember 8.                                                     | Második Erzsébet, Isten kegyelméből Pápua Új-Guinea királynője és más királyságaié és területeié, a Nemzetközösség feje.                                                     | Nincs          |
| Saint Kitts és Nevis                  | Saint Kitts és Nevis                  | Függetlensége, 1983-2022. szeptember 8.                                                     | Második Erzsébet, Isten kegyelméből Saint Kitts és Nevis királynője és más királyságaié és területeié, a Nemzetközösség feje.                                                | Nincs          |
| Saint Lucia                           | Saint Lucia                           | Függetlensége, 1979-2022. szeptember 8.                                                     | Második Erzsébet, Isten kegyelméből Saint Lucia királynője és más királyságaié és területeié, a Nemzetközösség feje.                                                         | Nincs          |
| Saint Vincent és a Grenadine-szigetek | Saint Vincent és a Grenadine-szigetek | Függetlensége, 1979-2022. szeptember 8.                                                     | Második Erzsébet, Isten kegyelméből Saint Vincent királynője és más királyságaié és területeié, a Nemzetközösség feje.                                                       | Nincs          |
| Salamon-szigetek                      | Salamon-szigetek                      | Függetlensége, 1978-2022. szeptember 8.                                                     | Második Erzsébet, Isten kegyelméből a Salamon-szigetek királynője és más királyságaié és területeié, a Nemzetközösség feje.                                                  | Nincs          |
| Tuvalu                                | Tuvalu                                | Függetlensége, 1978-2022. szeptember 8.                                                     | Második Erzsébet, Isten kegyelméből Tuvalu királynője és más királyságaié és területeié, a Nemzetközösség feje.                                                              | Nincs          |
| Egyesült Királyság                    | Egyesült Királyság                    |                                                                                             | Második Erzsébet, Isten kegyelméből Nagy-Britannia és Észak-Írország Egyesült Királyság és más királyságai és területei királynője, a Nemzetközösség feje, a hit védelmezője | van            |